# Петренко Олександр Дем'янович
Олександр Дем'янович Петренко (нар. 15 лютого 1955) — український та російський науковець-лінгвіст. Доктор філологічних наук, професор. Академік АН ВШ України з 2002 р. Після 2014 року — колаборант з російською окупаційною владою в Криму.

## Біографія
Народився у Сімферополі, закінчив СімфДУ ім. М. Фрунзе у 1977 р. і відтоді працює в університеті (нині — Таврійський національний університет ім. В. І. Вернадського). З 1992 р. керує кафедрою німецької філології і є деканом факультету іноземної філології ТНУ ім. В. І. Вернадського. З 2006 р. обраний на посаду завідувача кафедри теорії та практики перекладу і соціолінгвістики.
Захистив дисертації: на здобуття наукового ступеня кандидата філологічних наук у 1986 р. у КДУ ім. Т. Шевченка, на здобуття наукового ступеня доктора філологічних наук у КНУ ім. Т. Шевченка у 1999 р. за спеціальністю «германські мови»; у 2000 р. присвоєно звання професора.
Читає лекції з теорії мовознавства, історії лінгвістичних вчень, теоретичної фонетики, вступу до германського мовознавства, історії німецької мови, соціолінгвістики, стилістики, зокрема в університетах Німеччини (Лейпциг, Бохум, Нюрнберг, Гамбург, Гейдельберг, Ессен). У 1993—2001 рр. працював професором інституту іноземних мов Рурського університету в м. Бохум (Німеччина, федеральна земля Північний Рейн — Вестфалія).
Після анексії Криму у 2014 році залишився на півострові, співпрацює з російською окупаційною владою.

## Наукова діяльність
Сфера наукових інтересів охоплює проблеми фонетики і фонології, соціальної лінгвістики, психолінгвістики, фоностилістики, соціофонетики, теорії мовознавства. Керівник наукової теми «Соціолінгвістична варіативність у мові та мовленні», яка розробляється на факультеті іноземної філології ТНУ ім. В. І. Вернадського.
Автор понад 100 наукових робіт.
Член спеціалізованих вчених рад із захисту кандидатських і докторських дисертацій в Інституті філології КНУ ім. Т. Шевченка та Донецькому національному університеті, член Державної акредитаційної комісії та науково-методичної комісії МОН України.
За підсумком багаторічної наукової і педагогічної роботи нагороджений Почесною грамотою Ради Міністрів Автономної Республіки Крим (1998). Почесне звання «Заслуженный работник образования Автономной Республики Крым» (2003). Почесні грамоти МОН України (2006, 2007, 2008). Почесний знак «За наукові досягнення» МОН України (2008).